# شلیگی (استان اشوی‌داشکسیه)
شلیگی (به لهستانی: Szeligi) یک منطقهٔ مسکونی در لهستان است که در گمینا پاوووو واقع شده‌است. شلیگی ۱۹۰ نفر جمعیت دارد.